# Virgem das Lágrimas
Virgem das Lágrimas (em italiano: Madonna delle Lacrime) é uma das invocações marianas atribuídas à Virgem Maria e que surgiu com base no fenómeno das lacrimações miraculosas testemunhados na cidade de Siracusa, em Itália.

## História
Em Siracusa, o famoso fenómeno sobrenatural das lacrimações de uma imagem da Virgem Maria ocorreu de 29 de agosto a 1 de setembro de 1953 na casa de dois jovens esposos, Angelo Iannuso e Antonina Lucia Giusto.
Antonina, que esperava o seu primeiro filho, teve uma gravidez difícil e com recorrentes perdas de visão. No dia 29 de agosto de 1953, por volta das três horas, a sua visão desapareceu por completo para apenas voltar ao normal às 8h30, quando Antonina, inesperadamente, viu as lágrimas caírem no rosto de um pequeno busto de Nossa Senhora, feito em gesso, e que se encontrava colocado na cabeceira da cama.

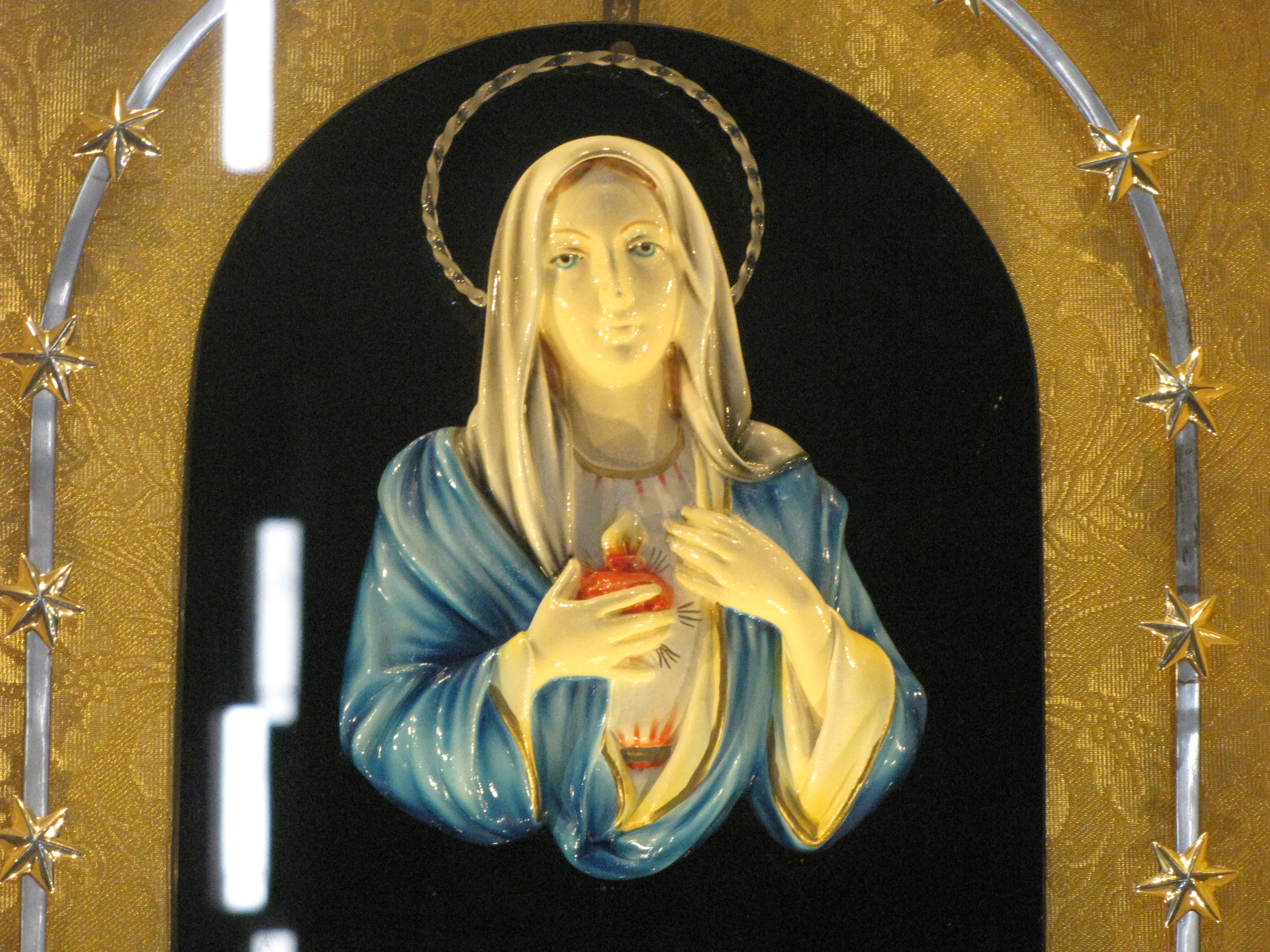
A imagem da Virgem das Lágrimas exposta para veneração na Basílica Santuário a si dedicada em Siracusa.

A imagem da Virgem Maria, em gesso esmaltado de meio comprimento (23 cm de base por 28 cm de altura), montado em suporte de vidro opalino, representando Nossa Senhora mostrando o seu Coração Imaculado, foi um presente recebido pelos jovens aquando do casamento, celebrado em 21 de março do mesmo ano. O fenómeno sobrenatural da lacrimação se repetiu pelo menos 58 vezes e a notícia desse evento miraculoso se espalhou rapidamente, tornando a casa da família Iannuso em destino de peregrinações incessantes.
O pároco Don Giuseppe Bruno, com a permissão da Cúria Romana, submeteu o fenômeno a uma comissão médica, presidida pelo Dr. Michele Cassola. A comissão foi à casa dos Iannuso no dia 1 de setembro: cerca de um centímetro cúbico do líquido que fluía dos olhos da imagem da Virgem Maria foi tomado e submetido à análise microscópica. O líquido revelou vestígios de proteínas e uratos, daquelas mesmas substâncias encontradas nas lágrimas de uma criança e de um adulto. O líquido foi classificado como "lágrimas humanas" e, após exame do quadro, o fenômeno foi declarado cientificamente inexplicável.
A divulgação do fenómeno sobrenatural fez com que, em pouco tempo, mais de dois milhões de devotos católicos peregrinassem até Siracusa, diante da imagem de Nossa Senhora que chorou nessa cidade do sul de Itália.

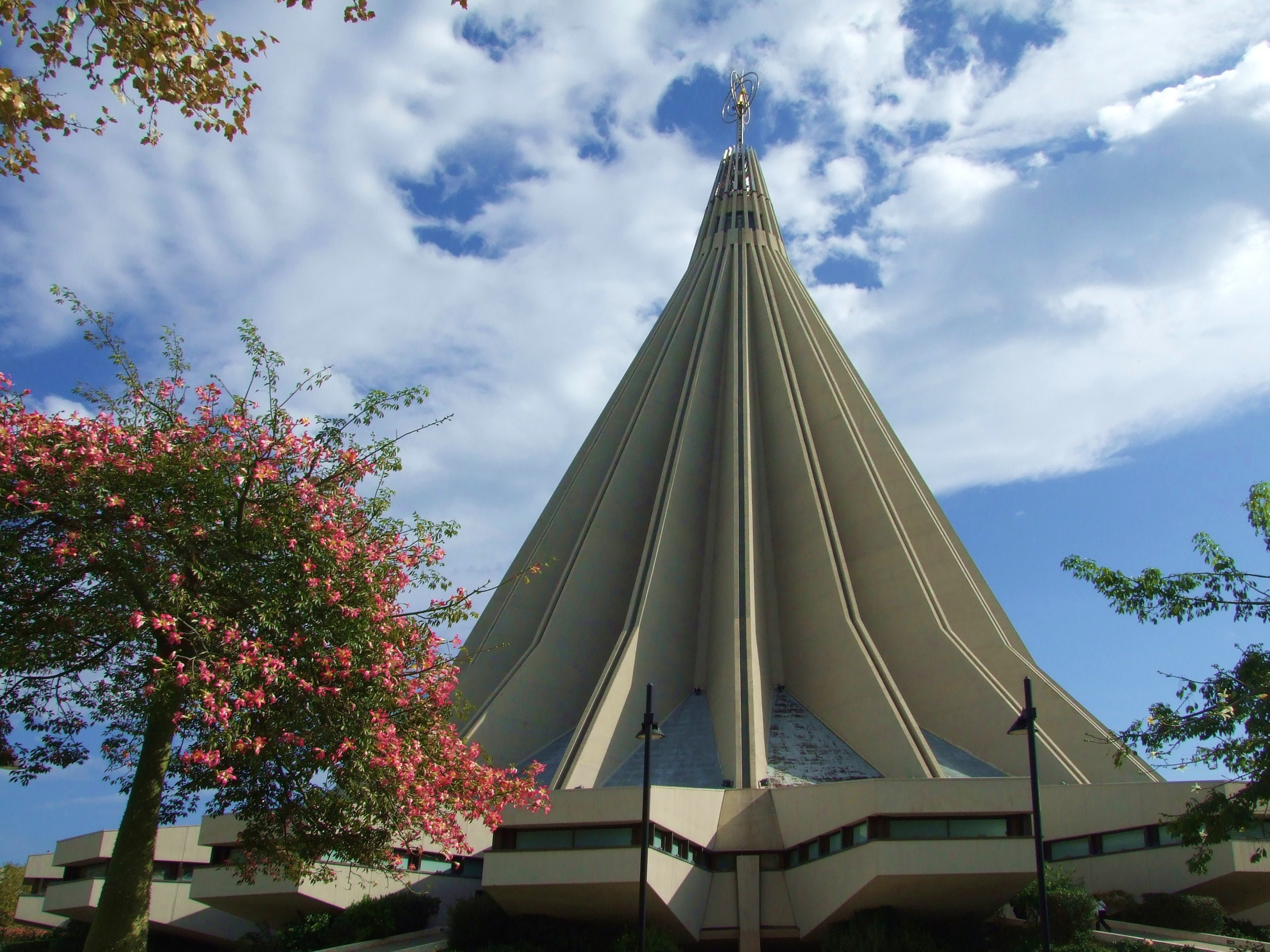
A Basílica Santuário da Virgem das Lágrimas em Siracusa.

Após investigações e avaliações, os bispos da região da Sicília, por unanimidade, concluíram que se tratava de um fenômeno sobrenatural verdadeiro e autorizaram no local o culto a Nossa Senhora sob o título de Virgem das Lágrimas. Na emissora Rádio Vaticano, em 17 de outubro de 1954, também o Papa Pio XII manifestou o seu reconhecimento sobre o fenómeno mariano ocorrido em Siracusa.